# Eugen Funck
Eugen Otto Maria Funck (* 20. August 1862 in Lendersdorf; † 13. Februar 1935 in Remagen) war ein deutscher Apotheker und Altertumsforscher sowie Gründer des Stadtmuseums von Remagen (Römisches Museum Remagen). In Remagen ist er zudem noch heute als Erfinder des legendären Bitterbranntweins „Raghava“ bekannt.

## Leben
Funck studierte Pharmazie in München. Dort machte er sein Staatsexamen und erlangte seine pharmazeutische Approbation. 1891 übernahm er von Josef Werth die Apollinaris-Apotheke am Markt in Remagen. Die Apotheke wurde nach Funcks Tod im Jahre 1935 von seinem Sohn Rudolf Funck fortgeführt.
Eugen Funck sammelte wertvolle Altertümer aus römischer und fränkischer Zeit und errichtete 1905 das Römische Museum in Remagen. Funck leitete das Museum von 1905 bis zu seinem Tod 1935. Das Museum befindet sich bis heute in der früheren Knechtstedenschen Kapelle in der Kirchstraße. Auf Anregung Funcks hatte der Geheime Kommerzienrat Max von Guilleaume der Stadt Remagen das aus dem 15./16. Jahrhundert stammende gotische Gebäude zur Errichtung des Museums geschenkt.
Neben seiner beruflichen und wissenschaftlichen Tätigkeit war Funck lange Jahre Stadtrat und 1. Beigeordneter der Stadt Remagen.
Eugen Funck war verheiratet mit Maria geb. Westendorp, einer Schwester des Malers Fritz Westendorp. Einer seiner drei Söhne war der Landschaftsmaler Karl Maria Funck.

## Raghava
1885 stellte Funck auf einer Kölner Ausstellung den Bitterbranntwein „Raghava“ vor, der dort prämiert wurde. Der Trunk besteht u. a. aus Nelken, Zimt, Galgant, Enzian, Chinawurzel und Pomeranzen und hat einen Alkoholanteil von rund 43 Prozent. Zuckersirup gibt dem Raghava seine goldgelbe Farbe. Der Raghava wurde zur geheimnisumwitterten Spezialität seiner Apotheke und in Remagen zum Kult-Getränk. Es wird dort noch heute in Kneipen für die Verdauung, gegen Erkältungen, beim Karneval oder einfach so getrunken.

## Ehrungen
- Roter Adlerorden[1]